# Dryophytes versicolor
Dryophytes versicolor
Espèce
Synonymes
- Hyla richardii Baird, 1854
- Hyla versicolor phaeocrypta Cope, 1889
- Hyla versicolor versicolor LeConte, 1825

Statut de conservation UICN

 LC  : Préoccupation mineure
Dryophytes versicolor, la rainette versicolore, est une espèce d'amphibiens de la famille des Hylidae.

## Description
La rainette versicolore a une peau granuleuse qui varie entre le vert et le gris en passant par le brun; un individu peut changer de couleur en quelques minutes. Elle a une tache irrégulière et foncée sur son dos et une tache plus pâle de forme presque carré est présente sous chaque œil. L'aine et le dessous des cuisses sont jaune foncé à orangé. Ses disques adhésifs sont bien développés. C'est une grosse rainette qui peut mesurer jusqu'à 6 cm. Les mâles sont généralement plus petits que les femelles et leur gorge est foncée, pigmentée de noir contre une gorge blanche pour les femelles. Les jeunes ont la peau lisse et sans tache et n'a pas de tache jaune sous l'aine et les cuisses.

## Alimentation
La rainette versicolore chasse des petits insectes et invertébrés dans les arbres et parfois au sol. Lorsqu'elle poursuit une proie elle peut faire des acrobaties impressionnantes en sautant de branche en branche

## Chant
Le chant de la rainette versicolore est une série de trilles d'une durée d'environ une seconde qui rappelle la sonnerie d'un téléphone et qui est répétée de 20 à 22 fois par minute. Elle chante aussi du haut des arbres lors des journées chaudes et humides de l'été et de l'automne. Ces chants ne servent pas à la reproduction et leur fonction reste inconnus.

## Reproduction
Elles se reproduisent durant les mois de mai et de juin dans des marais, des étangs ou d'autres milieux aquatiques. Les mâles chantent le plus souvent à partir d'un arbre,d'un arbuste, de la berge ou d'une touffe de végétation émergente. Les femelles pondent de 400 à 2000 œufs en paquets de 10 à 50, attachés à la végétation aquatique ou tout simplement laissés au fond de l'eau. Ceux-ci écloront après une semaine environ, dépendant de la température de l'eau. Les têtards mesurent de 3 à 5 cm et sont surtout caractérisés par leur nageoire caudale orangée ou rouge et pigmentée de noir. Ils demeureront au stade larvaire durant 2 à 4 mois.[réf. souhaitée]

## Répartition et habitat

### Répartition
Cette espèce se rencontre dans une grande partie de l'Est de l'Amérique du Nord, :
- aux États-Unis :
  - Nord-Est : Au Connecticut, au Massachusetts, au Maine, au New Hampshire, au Rhode Island, au New Jersey, dans l'New York et en Pennsylvanie ;
  - Midwest : Au Michigan, en Ohio, en Illinois, au Wisconsin, en Indiana, au Minnesota, au Missouri, Iowa et au Kansas ;
  - Sud des États-Unis : Au Delaware, au Maryland, en Virginie, en Virginie-Occidentale, en Caroline du Nord, au Kentucky, au Tennessee, en Arkansas, en Oklahoma, en Louisiane et au Texas ;
- Au Canada : dans le sud du Manitoba, dans le sud de l'Ontario, dans le sud du Québec et au Nouveau-Brunswick.

### Habitat

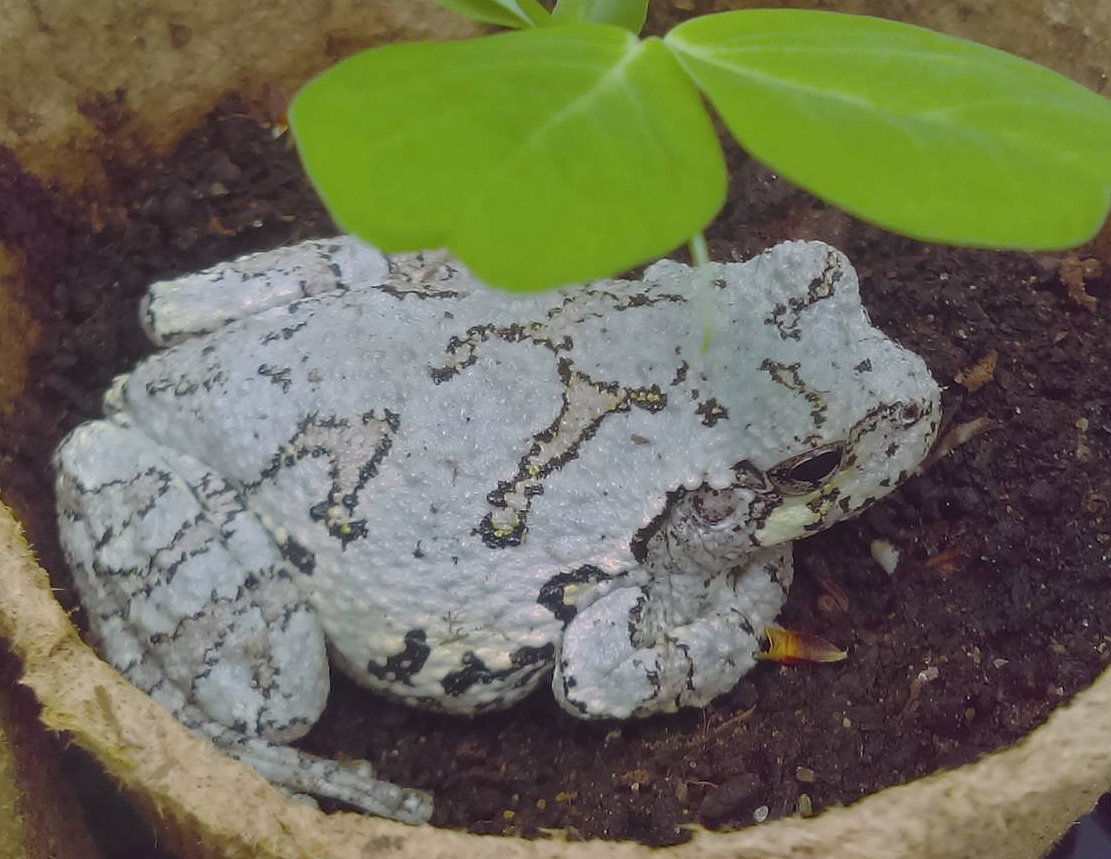
Une grenouille versicolore

La rainette versicolore est arboricole. Elle grimpe dans les arbres après la saison de reproduction et y reste tout l'été et l'automne. Elle peut grimper jusqu'à 50 m de hauteur. Elle fréquente les bois situés près des étangs et des marécages ainsi que les prés bordés d'arbustes. Elle affectionne particulièrement les étangs de castor. On la retrouve parfois à une bonne distance d'un point d'eau en forêt. Son domaine vital est peu étendu après la reproduction et un individu peut passer tout son été sur un seul arbre. Elle n'est pas territoriale et peut cohabiter avec plusieurs de ses congénères sans se battre. Elle hiberne dans la litière forestière où elle s'enfouit pour se protéger du froid.

## Taxonomie
Elle forme avec Hyla chrysoscelis un couple d'espèces cryptiques. Celle-ci diffère par son chant, sa distribution et le nombre de chromosomes. La rainette versicolore est tétraploïde, elle a le double de chromosomes que la plupart des autres espèces.[réf. souhaitée]

## Galerie

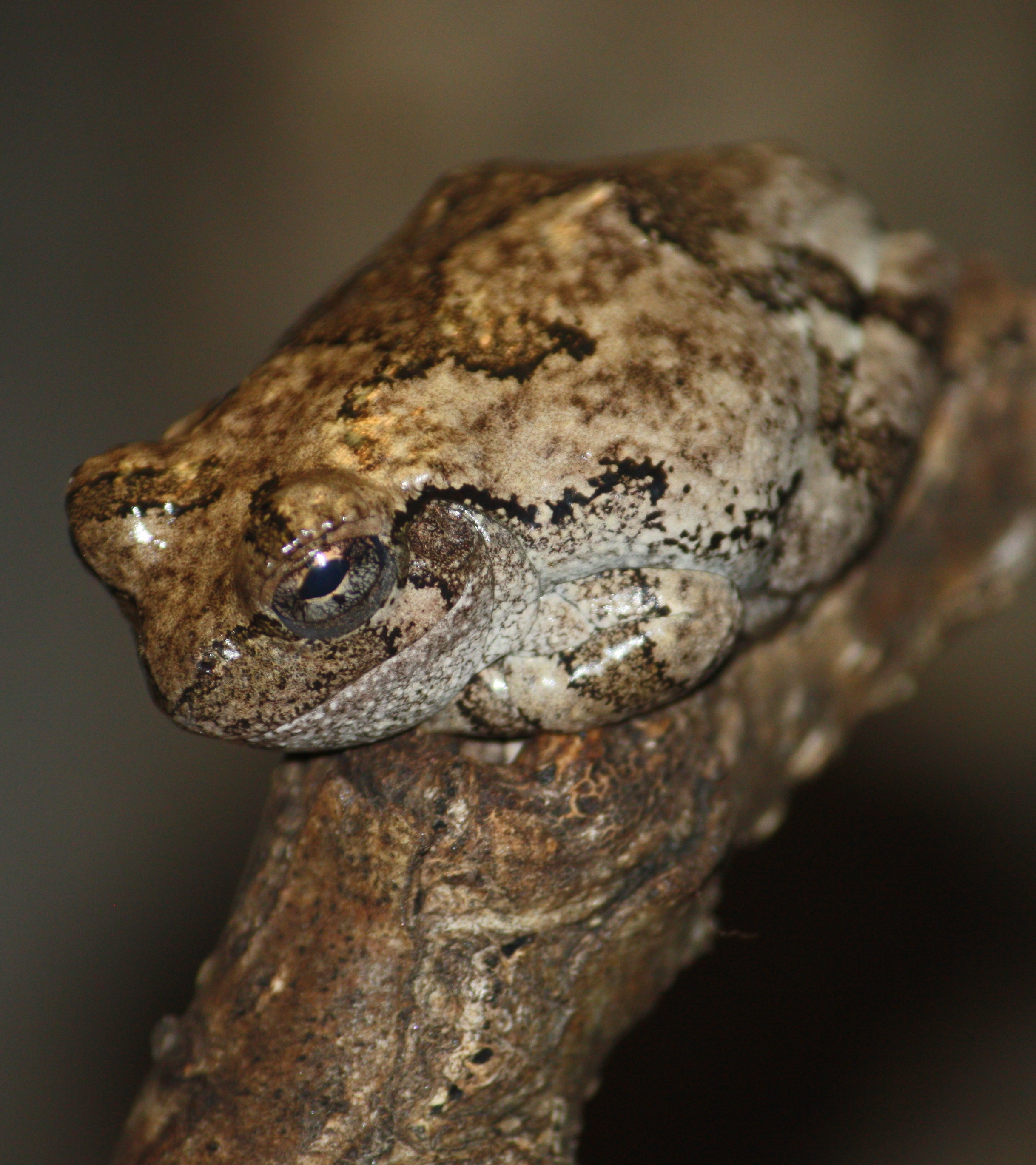
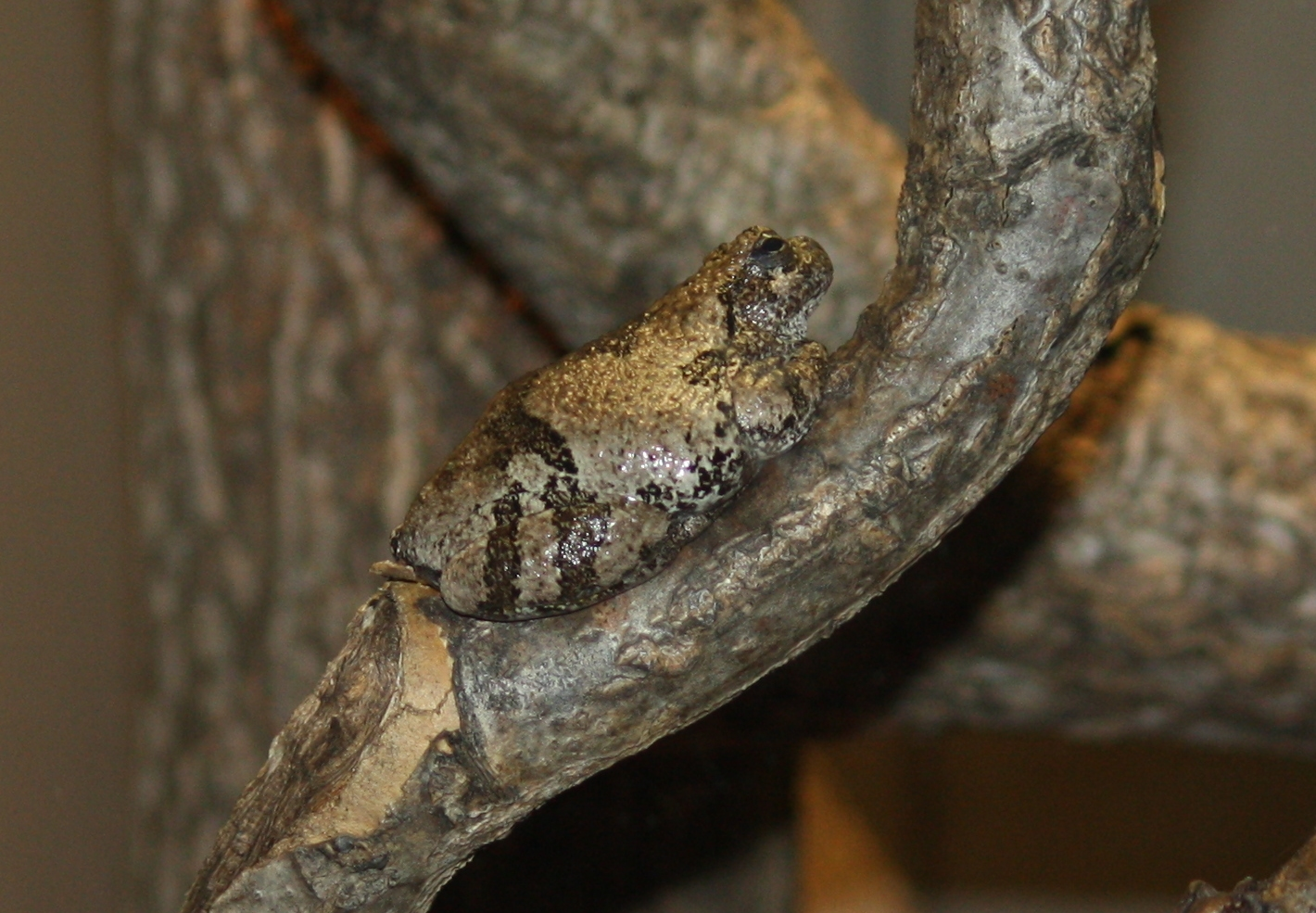
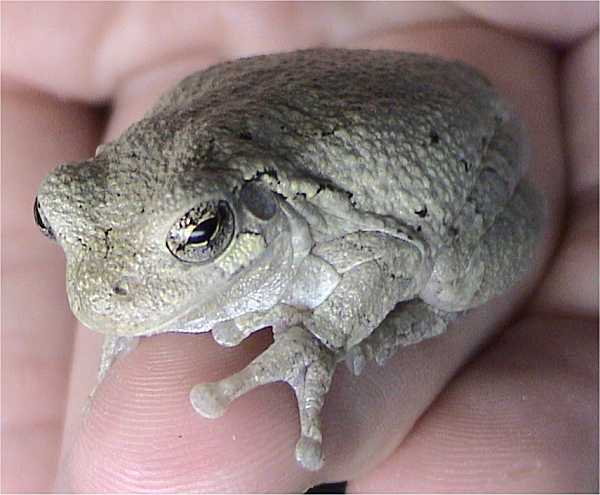

## Publication originale
- LeConte, 1825 : Remarks on the American species of the GENERA HYLA and RANA. Annals of the Lyceum of Natural History of New-York, vol. 1, p. 278–282  (texte intégral).